# Ljungvårtbitare
Ljungvårtbitare (Metrioptera brachyptera) är en art i insektsordningen hopprätvingar som tillhör familjen vårtbitare. 
Ljungvårtbitaren har en kroppslängd på 12 till 16 millimeter. Färgen på kroppen är brunaktig, med gröna inslag på ovansidan av huvudet och framkroppen, samt på framkroppens sidor. Hos honan är även bakbenen ofta delvis svagt grönaktiga. Vingarna är korta. 
Dess utbredningsområde omfattar större delen av Europa, utom Iberiska halvön. I Sverige finns ljungvårtbitaren över hela landet, på myrar och ljunghedar. Hanen stridulerar, det vill säga spelar, för att locka till sig honor och sången består av ett enkelt upprepat ”zirr”. 